# Simon Desthieux
Simon Desthieux (Belley, 3 december 1991) is een Franse biatleet. Hij nam deel aan de Olympische Winterspelen 2014 in Sotsji.

## Resultaten

### Olympische Winterspelen
| Jaar | Plaats      | Onderdeel   | Onderdeel | Onderdeel     | Onderdeel  | Onderdeel | Onderdeel          |
| Jaar | Plaats      | Individueel | Sprint    | Achtervolging | Massastart | Estafette | Gemengde estafette |
| ---- | ----------- | ----------- | --------- | ------------- | ---------- | --------- | ------------------ |
| 2014 | Sotsji      | –           | 45e       | 21e           | –          | 8e        | –                  |
| 2018 | Pyeongchang | 27e         | 12e       | 7e            | 22e        | 5e        | ↑                  |

### Wereldkampioenschappen
| Jaar | Plaats            | Onderdeel   | Onderdeel | Onderdeel     | Onderdeel  | Onderdeel | Onderdeel          | Onderdeel                 |
| Jaar | Plaats            | Individueel | Sprint    | Achtervolging | Massastart | Estafette | Gemengde estafette | Single gemengde estafette |
| ---- | ----------------- | ----------- | --------- | ------------- | ---------- | --------- | ------------------ | ------------------------- |
| 2013 | Nové Město        | –           | 67e       | –             | –          | –         | –                  |                           |
| 2015 | Kontiolahti       | 49e         | –         | –             | –          | –         | –                  |                           |
| 2016 | Oslo Holmenkollen | 28e         | 12e       | 6e            | 24e        | 9e        | –                  |                           |
| 2017 | Hochfilzen        | 51e         | 34e       | 27e           | –          | Zilver    | –                  |                           |
| 2019 | Östersund         | 6e          | 5e        | 32e           | 11e        | 6e        | 8e                 | –                         |
| 2020 | Antholz           | 59e         | 18e       | 8e            | 5e         | Goud      | –                  | –                         |

### Wereldkampioenschappen junioren
| Jaar | Plaats      | Onderdeel   | Onderdeel | Onderdeel     | Onderdeel |
| Jaar | Plaats      | Individueel | Sprint    | Achtervolging | Estafette |
| ---- | ----------- | ----------- | --------- | ------------- | --------- |
| 2011 | Nové Město  | Goud        | 7e        | 5e            | 5e        |
| 2012 | Kontiolahti | 9e          | Brons     | 9e            | Brons     |

### Wereldbeker
Eindklasseringen
| Seizoen   | Algemeen | Individueel | Sprint | Achtervolging | Massastart |
| --------- | -------- | ----------- | ------ | ------------- | ---------- |
| 2012/2013 | 57e      | –           | 48e    | 57e           | –          |
| 2013/2014 | 20e      | 20e         | 24e    | 57e           | 5e         |
| 2014/2015 | 56e      | 65e         | 52e    | 43e           | –          |
| 2015/2016 | 16e      | 26e         | 21e    | 20e           | 10e        |
| 2016/2017 | 25e      | 42e         | 19e    | 23e           | 10e        |
| 2017/2018 | 8e       | 10e         | 6e     | 10e           | 11e        |
| 2018/2019 | 4e       | 6e          | Brons  | 4e            | 6e         |
| 2019/2020 | 6e       | 11e         | 5e     | 7e            | 9e         |

Wereldbekerzeges
| Nr.        | Datum            | Plaats             | Onderdeel          |
| Estafettes | Estafettes       | Estafettes         | Estafettes         |
| ---------- | ---------------- | ------------------ | ------------------ |
| 1.         | 2 december 2018  | Pokljuka           | Gemengde estafette |
| 2.         | 22 februari 2020 | Rasen-Antholz (WK) | 4x7,5 km estafette |